# 古牧橋
古牧橋（こまきばし）は、長野県中野市古牧 - 飯山市蓮にある国道292号の橋長296.3 m（メートル）のトラス橋・桁橋。

## 概要
信濃川河口から193 km（キロメートル）の地点に架橋されており、飯山市と中野市を結ぶ。
- 形式 - 4径間鋼下路カンチレバー・ワーレントラス橋+6径間単純RCT桁橋
- 橋長 - 296.3 m（トラス部216.8 m・桁部79.5 m）
- 幅員 - 6.0 m
  - 車道 - 6.0 m
  - 歩道 - 歩道橋あり
- 施工 - 日本橋梁（鋼橋部）・守谷商会（下部工・床版・取付道路）

## 歴史
橋の南西の長丘丘陵は奈良時代には狼煙台、戦国時代には壁田城壁などがあったことから、古くから交通・軍事の要衝であった。
かつてここには、腰巻の渡しがあり、元禄以降、飯山藩の参勤交代において用いられるようになった。1876年（明治9年）に壁田村・静間村両村の出願人により全長118 m、幅3.6 mの船橋が架橋されたが、1896年（明治29年）の水害によって全て流失したため再び渡船に復した。
県の許可を得て、1917年（大正6年）に舟橋を架橋した。1921年（大正10年）に腰巻舟橋が現在の古牧橋より上流側約300 mに架橋されたが、水害が度重なっていた。1956年（昭和31年）9月27日にも流失し、永久橋への架け替えが1959年（昭和34年）4月に着工し、1963年（昭和38年）11月に竣工した。
架橋当初は腰巻橋であったが、橋周辺の住民が下着を意味する腰巻の名を忌避したことから、古牧橋に橋名が変更された。
歩道橋は上流側に1984年（昭和59年）架けられた。